# Dolores (nombre)
Dolores es un nombre de pila de mujer en español.

## Etimología
Es un nombre de procedencia latina, doloris, y no hace alusión más que a los dolores que la Virgen María sufrió cuando su hijo Jesús estaba en pleno calvario y en su crucifixión.

### Nombres relacionados
- María Dolores
- Lola
- Lolita
- Loli
- Loles
- María de los Dolores
- Nekane
- Lolilla
- Lolis
- Mariló
- Dolo

## Onomástica
- Viernes de Dolores: Viernes anterior a la Semana Santa.
- 15 de septiembre: Nuestra Señora de los Dolores.

## Personas
- Dolores Abril, cantaora española
- Dolores Barreiro, modelo argentina
- Dolores Fonzi, actriz argentina
- Dolores del Río, actriz mexicana
- Dolores de Santa Eulalia, religiosa mártir española
- Dolores Ibárruri Gómez, La Pasionaria, importante militante española del PCE
- María Dolores Flores Ruiz, conocida como Lola Flores, cantaora española
- Lolita, hija de Lola Flores
- Lola Herrera, actriz española
- Loles León, actriz española
- María Dolores Pradera, cantante española

### Personajes no hispanos
- Dolores O'Riordan, cantante irlandesa del grupo "The Cranberries".

## Otros
- Lolita es una novela de Vladimir Nabokov que popularizó el nombre internacionalmente.
- Lolita es un término que describe a una niña o adolescente que no ha alcanzado la edad de consentimiento sexual y resulta muy atractiva sexualmente a los hombres mayores.
- Lolita es una subcultura japonesa de la moda barroca y romántica.
- Complejo de Lolita (Lolicon) es la preferencia por personas prepubertas del género femenino.